# الکساندر فیلد
الکساندر فیلد (انگلیسی: Alexander Field؛ ۶ ژوئن ۱۸۹۲ – ۱۷ اوت ۱۹۷۱) بازیگر اهل بریتانیا بود.
از فیلم‌هایی که وی در آن‌ها نقش داشته‌است، می‌توان به دیک تورپین و میلیون‌ها اشاره نمود.